# Palacios del Sil
Palacios del Sil – gmina w Hiszpanii, w prowincji León, w Kastylii i León, o powierzchni 181,4 km². W 2011 roku gmina liczyła 1159 mieszkańców.